# Periscepsia barbata
Periscepsia barbata là một loài ruồi trong họ Tachinidae.